# Lijst van De Sims-spellen
Dit is de lijst van De Sims-spellen en de bijhorende accessoirepakketten en uitbreidingspakketten. De Sims-spellen zijn een van de bestverkopende computerspellen en maken deel uit van Sim-spellen. Will Wright is de bedenker van De Sims.

## The Sims

### PcenMac
Basisspel
- The Sims

Uitbreidingspakketten
- The Sims: Het Rijke Leven
- The Sims: Party
- The Sims: Hot Date
- The Sims: Op Vakantie
- The Sims: Beestenboel
- The Sims: Superstar
- The Sims: Abracadabra

### Spelcomputer
- The Sims (PlayStation 2, GameCube, Xbox)
- The Sims: Erop Uit! (PlayStation 2, GameCube, Xbox, N-Gage, Game Boy Advance)
- The Urbz: Sims in the City (PlayStation 2, Gamecube, Xbox, Game Boy Advance, Nintendo DS)

## The Sims Online

### Pc
- The Sims Online

## De Sims 2

### PcenMac
Basisspel
- De Sims 2

Uitbreidingspakketten
- De Sims 2: Studentenleven
- De Sims 2: Nachtleven
- De Sims 2: Gaan het Maken
- De Sims 2: Huisdieren
- De Sims 2: Seizoenen
- De Sims 2: Op Reis
- De Sims 2: Vrije Tijd
- De Sims 2: Appartementsleven

Accessoirepakketten
- De Sims 2: Familiepret Accessoires
- De Sims 2: Glamour Accessoires
- De Sims 2: Kerst Accessoires
- De Sims 2: Feest! Accessoires
- De Sims 2: H&M Fashion Accessoires
- De Sims 2: Tiener Accessoires
- De Sims 2: Keuken & Bad Accessoires
- De Sims 2: IKEA Woon Accessoires
- De Sims 2: Villa en Tuin Accessoires

### Spelcomputer
- De Sims 2 (GameCube, PlayStation 2, Xbox, Game Boy Advance, Nintendo DS, PlayStation Portable)
- De Sims 2: Huisdieren (Wii, GameCube, PlayStation 2, Xbox, Game Boy Advance, Nintendo DS, PlayStation Portable)
- De Sims 2: Op Een Onbewoond Eiland (Wii, PlayStation 2, PlayStation Portable, Nintendo DS)
- De Sims 2: Appartementsdieren (Nintendo DS)

## De Sims Verhalen

### PcenMac
- De Sims Levensverhalen
- De Sims Dierenverhalen
- De Sims Eilandverhalen

## MySims

### Pc
- MySims

### Spelcomputer
- MySims (Wii, Nintendo DS)
- MySims Kingdom (Wii, Nintendo DS)
- MySims Party (Wii, Nintendo DS)
- MySims Racing (Wii, Nintendo DS)
- MySims Agents (Wii, Nintendo DS)
- MySims SkyHeroes (Wii, Nintendo DS, PlayStation 3, Xbox 360)

## De Sims 3

### PcenMac
Basisspel
- De Sims 3

Uitbreidingspakketten
- De Sims 3: Wereldavonturen
- De Sims 3: Ambities
- De Sims 3: Na Middernacht
- De Sims 3: Levensweg
- De Sims 3: Beestenbende
- De Sims 3: Showtime
- De Sims 3: Bovennatuurlijk
- De Sims 3: Jaargetijden
- De Sims 3: Studententijd
- De Sims 3: Exotisch Eiland
- De Sims 3: Vooruit in de Tijd

Accessoirepakketten
- De Sims 3: Luxe Accessoires
- De Sims 3: Supersnelle Accessoires
- De Sims 3: Buitenleven Accessoires
- De Sims 3: Buurtleven Accessoires
- De Sims 3: Slaap- en badkamer Accessoires
- De Sims 3: Katy Perry Pakt uit
- De Sims 3: Diesel Accessoires
- De Sims 3: 70s, 80s en 90s Accessoires
- De Sims 3: Film Accessoires

### Spelcomputer
- De Sims 3 (Nintendo DS, Wii, PlayStation 3, Xbox 360, Nintendo 3DS)
- De Sims 3: Beestenbende (PlayStation 3, Xbox 360, Nintendo 3DS)

## De Sims Middeleeuwen

### PcenMac
Basisspel
- De Sims Middeleeuwen

Avonturenbundel
- De Sims Middeleeuwen: Piraten en Adel

## The Sims Social
- The Sims Social (Facebook)

## The Sims FreePlay
- The Sims FreePlay (Android, iOS)

## De Sims 4

### PcenMac
Basisspel
- De Sims 4

Game packs
- De Sims 4: In de Natuur
- De Sims 4: Wellnessdag
- De Sims 4: Uit Eten
- De Sims 4: Vampieren
- De Sims 4: Ouderschap
- De Sims 4: Jungle Avonturen
- De Sims 4: StrangerVille
- De Sims 4: Magisch Rijk
- De Sims 4: Star Wars: Journey to Batuu
- De Sims 4: Interieurdesigner

Expansion packs
- De Sims 4: Aan het Werk
- De Sims 4: Beleef het Samen
- De Sims 4: Stedelijk Leven
- De Sims 4: Honden en Katten
- De Sims 4: Jaargetijden
- De Sims 4: Word beroemd
- De Sims 4: Eiland Leven
- De Sims 4: Studentenleven
- De Sims 4: Ecologisch Leven
- De Sims 4: Sneeuwpret
- De Sims 4: Landelijk Leven

Accessoirespakketten
- De Sims 4: Luxe Feestaccessoires
- De Sims 4: Perfecte Patio Accessoires
- De Sims 4: Coole Keukenaccessoires
- De Sims 4: Griezelige Accessoires
- De Sims 4: Filmavond Accessoires
- De Sims 4: Romantische Tuinaccessoires
- De Sims 4: Kinderkamer Accessoires
- De Sims 4: Achtertuin Accessoires
- De Sims 4: Vintage Glamour Accessoires
- De Sims 4: Fitness Accessoires
- De Sims 4: Peuter Accessoires
- De Sims 4: Wasgoed Accessoires
- De Sims 4: Mijn Eerste Huisdier Accessoires
- De Sims 4: Moschino Accessoires
- De Sims 4: Klein Wonen Accessoires
- De Sims 4: Uitgebreid Breien Accessoires
- De Sims 4: Paranormaal Accessoires

Kits
- De Sims 4: Alles Aan Kant Kit
- De Sims 4: Landelijke Keuken Kit
- De Sims 4: Retro Outfit Kit
- De Sims 4: Binnenplaats Oase Kit

## The Sims Mobile
- The Sims Mobile (Android, iOS)